# (31239) Michaeljames
(31239) Michaeljames est un astéroïde de la ceinture principale.

## Description
(31239) Michaeljames est un astéroïde de la ceinture principale. Il fut découvert le 21 février 1998 à Cocoa par Ian P. Griffin. Il présente une orbite caractérisée par un demi-grand axe de 2,59 UA, une excentricité de 0,20 et une inclinaison de 12,0° par rapport à l'écliptique.

## Compléments